# Oliphant Chuckerbutty
Soorjo Alexander William Langobard Oliphant Chuckerbutty, även kallad Wilson Oliphant, född 1884, död 1960, var en engelsk kompositör och organist. Han började spela piano när han var sex år och började komponera när han var 14 år. Chuckerbutty spelade både i kyrkor och biografer.

## Verk
- An Old Song - Boosey 1914
- Pæan - A Song of Triumph (organ) - Bosworth
- Queen's Procession March (organ) - Bosworth 1952
- A Southern Night (piano) - Bosworth